# Paarweise glücklich
Paarweise glücklich (Originaltitel: Married People) ist eine US-amerikanische Sitcom mit 18 Episoden, die von 1990 bis 1991 auf ABC lief. Die deutschsprachige Erstausstrahlung war vom 29. Februar 1992 bis Juni 1992 (jeweils samstags abends) auf Der Kabelkanal, dem Vorläufer von kabel eins, zu sehen. Damit gehörte die Serie zu einer der ersten Sendungen des neuen Senders; die erste Folge wurde am ersten Sendetag ausgestrahlt.

## Inhalt
Die Serie beschreibt das Leben von drei Paaren, die im selben Haus in Manhattan wohnen. Im Erdgeschoss wohnt das schwarze Ehepaar Nick und Olivia Williams, die schon lange verheiratet sind und denen das Haus gehört. Über ihnen wohnen der freie Journalist Russell Meyers und seine Frau, die Rechtsanwältin Elizabeth. Ganz oben wohnen die neu eingezogenen, frisch verheirateten Allen und Cindy Campbell; während er an der Universität studiert, arbeitet sie als Kellnerin, hat jedoch den Traum, Tänzerin zu werden.
Der Humor der Serie entwickelt sich aus den Konflikten zwischen den drei Paaren, die drei verschiedenen Generationen angehören und unterschiedliche Vorstellungen vom Leben haben.

## Rezeption
Die Serie wurde zwar von Kritikern gelobt, erzielte jedoch nur geringe Einschaltquoten. Deshalb wurde sie im März 1991 nach der 18. Folge eingestellt. 1991 konnte die Serie einen Emmy in der Kategorie Outstanding Technical Direction/Camera/Video for a Series gewinnen.

## Besetzung
| Rollenname       | Schauspieler       |
| ---------------- | ------------------ |
| Allen Campbell   | Chris Young        |
| Cindy Campbell   | Megan Gallivan     |
| Russell Meyers   | Jay Thomas         |
| Elizabeth Meyers | Bess Armstrong     |
| Nick Williams    | Ray Aranha         |
| Olivia Williams  | Barbara Montgomery |

## Episodenliste
| Nr. | Deutscher Titel                 | Originaltitel                 | Erstausstrahlung USA | Deutschsprachige Erstausstrahlung (D) |
| --- | ------------------------------- | ----------------------------- | -------------------- | ------------------------------------- |
| 1   | Die Neuen                       | Married People                | 18. Sep. 1990        | 29. Feb. 1992                         |
| 2   | Mit den Waffen einer Frau       | The Truth, The Whole Truth…   | 19. Sep. 1990        | 1992                                  |
| 3   | Familienbesuch                  | First Impressions             | 26. Sep. 1990        | 1992                                  |
| 4   | Verborgene Gefühle              | Once More, With Passion       | 3. Okt. 1990         | 1992                                  |
| 5   | Die Macht des Geldes            | Money Changes Everything      | 10. Okt. 1990        | 1992                                  |
| 6   | Leben und leben lassen          | Live and Let Go               | 17. Okt. 1990        | 1992                                  |
| 7   | Raum ist in der kleinsten Hütte | Room for One More             | 24. Okt. 1990        | 1992                                  |
| 8   | Geisterstunde auf dem Dachboden | Who You Gonna Call?           | 31. Okt. 1990        | 1992                                  |
| 9   | Torschlußpanik                  | Term Paper                    | 7. Nov. 1990         | 1992                                  |
| 10  | Ein Kindlein ist gekommen       | The Baby Cometh               | 14. Nov. 1990        | 1992                                  |
| 11  | Ein Baby für die Nachbarn       | Four Neighbors and a Baby     | 28. Nov. 1990        | 1992                                  |
| 12  | Büroarbeit und Babywindeln      | Partners                      | 5. Dez. 1990         | 1992                                  |
| 13  | Prinzipien und Kompromisse      | Compromise                    | 19. Dez. 1990        | 1992                                  |
| 14  | Männersache – Frauensache       | To Live and Drive in New York | 26. Dez. 1990        | 1992                                  |
| 15  | Sicher ist sicher               | The Nanny                     | 9. Jan. 1991         | 1992                                  |
| 16  | Junge Liebe und altes Eisen     | Mommy and Me                  | 23. Jan. 1991        | 1992                                  |
| 17  | In Sachen Beziehungen           | Dance Ten, Friends Zero       | 30. Jan. 1991        | 1992                                  |
| 18  | Rechthabereien                  | You Were Right and I Was…     | 16. März 1991        | 1992                                  |